# Памятник нежинскому огурцу
Памятник нежинскому огурцу (укр. Пам'ятник ніжинському огірку) — памятник, прославляющий нежинские огурцы и мастеров их соления в городе Нежине, Черниговская область.
Согласно сообщению, распространённому при открытии памятника, в то время это был первый памятник овощу на территории Украины.

## Описание
Памятник нежинскому огурцу расположен в скверике недалеко от корпусов Нежинского консервного комбината (улица Шевченко, дом 160). Он представляет собой скульптурное изображение погребца (погреба) и бочки с нежинским огурцом. Таким образом, скульптурная композиция имитирует погреб как традиционное место для хранения и консервации овощей, дежу, в которой раньше засаливали нежинский огурец.
Сам огурец из гранита редкого (для Украины) зелёного цвета, весит более 50 килограммов, а глыбу, из которой он сделан, привезли из Италии, причём итальянцы, узнав об идее памятника, существенно снизили цену на материал.

## История
Памятник нежинскому огурцу был торжественно открыт 16 декабря 2005 года. Автор проекта — местный художник Леонид Воробьёв.
Идея создания памятника принадлежала Нежинскому горисполкому и была поддержана местным консервным комбинатом и радушно воспринята местными жителями.